# Соломка Опанас Данилович
Опана́с Соло́мка (1786, Новгород-Сіверське намісництво — 1872, Санкт-Петербург, Російська імперія) — український військовий діяч в Російській імперії, генерал-лейтенант, генерал-вагенмейстер, інспектор арсеналів і парків інженерного відомства.

## Життєпис
Народився в маєтку батька в Кролевецькому повіті Новгород-Сіверського намісництва в 1786 і походив з української шляхти.
Навчався спочатку в Новгород-Сіверському народному училищі, а потім у Чернігівській гімназії, яку закінчив 1806, потрапивши до лейб-гвардії артилерійського батальйону. Закінчив же свою освіту в артилерійській школі, куди був спрямований за протекцією Аракчеєва.
1807 — підпоручика в 15-й Київській артилерійській бригаді.
Пунктуальний і виконавчий, Соломка зумів здобути прихильність графа Аракчеєва, що знав його батьків, завдяки якому швидко отримував підвищення в чинах.
У 1814 на прохання Аракчеєва, імператор Олександр I призначив Соломку вагенмейстером свого штабу, а в 1818 проведений в полковники і призначений обер-вагенмейстером Головного штабу. На цій посаді Соломка перебував близько десяти років, причому користувався довірою царя, який давав йому іноді дуже важливі доручення. Так під час свого відвідування Єкатеринбурга імператор доручив Соломці розглянути справи про засланців і по його доповіді повернути із заслання близько 300 осіб. У 1816—1818 — член масонської ложі Вибраного Михайла, до якої в цей же час входило багато майбутніх декабристів.
Імператор Микола I також ставився дуже прихильно до Соломки і незабаром після свого сходження на престол, в 1827 зробив його генерал-майором і призначив генерал-вагенмейстером Головного штабу.
У 1828—1829 Соломка, супроводжуючи імператора Миколу I, перебував у Дунайському театрі військових дій з турками і брав участь у справах при Сатуново, під Шуменом і при облозі Варни.
Після закінчення військових дій Соломка повернувся до здійснення повноважень генерал-вагенмейстера. За сумлінну вислугу 25 років в офіцерських чинах 3 грудня 1834 отримав орден Св. Георгія 4-го ступеня (№ 4939 по Кавалерському списку Григоровича — Степанова).
Слідом за цим Соломка був призначений до великого князя Михайла Павловича, а в 1837 — інспектором арсеналів і парків інженерного відомства з залишенням по артилерії і в званні генерал-вагенмейстера.
У 1843 Соломка був підвищений до звання генерал-лейтенанта, з залишенням на всіх займаних посадах і продовжував служити ще понад двадцять років.
Помер Соломка в Санкт-Петербурзі 9 березня 1872, похований на Смоленському цвинтарі.
За свою більш ніж 40-річну службу в генеральських чинах мав усі вищі російські ордени до ордена Святого Олександра Невського включно і багато іноземних.